# Andreas Schillinger
Andreas Schillinger (Kümmersbruck, 13 de julio de 1983) es un ciclista alemán. Fue miembro del equipo Bora-Hansgrohe desde su creación hasta el momento de su retirada en 2021.

## Palmarés
2006
- Tour de Jura

2008
- 1 etapa del Tour de Beauce

2009
- Beverbeek Classic
- 1 etapa de los Cinco Anillos de Moscú

2010
- Praga-Karlovy Vary-Praga
- 3.º en el Campeonato de Alemania en Ruta

2019
- 3.º en el Campeonato de Alemania en Ruta

## Resultados en Grandes Vueltas
| Carrera | Carrera         | 2006 | 2007 | 2008 | 2009 | 2010 | 2011 | 2012  | 2013 | 2014  | 2015 | 2016  | 2017  | 2018  | 2019 | 2020  | 2021 |
| ------- | --------------- | ---- | ---- | ---- | ---- | ---- | ---- | ----- | ---- | ----- | ---- | ----- | ----- | ----- | ---- | ----- | ---- |
|         | Giro de Italia  | —    | —    | —    | —    | —    | —    | 154.º | —    | —     | —    | —     | —     | 139.º | —    | —     | —    |
|         | Tour de Francia | —    | —    | —    | —    | —    | —    | —     | —    | 144.º | Ab.  | 154.º | —     | —     | —    | —     | —    |
|         | Vuelta a España | —    | —    | —    | —    | —    | —    | —     | —    | —     | —    | —     | 144.º | —     | —    | 123.º | —    |

—: no participa
Ab.: abandono